# 윤동희
윤동희(尹棟熙, 2003년 9월 18일~)는 대한민국의 야구 선수로 현재 KBO 리그의 팀인 롯데 자이언츠의 외야수와 내야수로 활동하고 있다.

## 프로 선수 경력
2022년에 2차 3라운드(전체 24순위) 지명을 받아 롯데 자이언츠에 입단하였다. 2022년 5월 31일 LG 트윈스와의 경기에 출전하며 데뷔 첫 경기를 치렀고, 경기에서 3타수 무안타를 기록했다.
2023년 시즌 초반에 2군에서 맹활약하며 4월에 1군으로 콜업됐다.

## 국가대표팀 경력
- 2022년 U-23 야구 국가대표, 아시안 게임 - 이의리의 대체 선수로 선발됐고, 금메달을 획득하는데 크게 공헌하며 병역 특례를 받았다.[1]
- 2023년 APBC

## 플레이 스타일
- 뛰어난 운동 신경을 바탕으로 히팅, 파워, 주력, 수비 모두 수준급으로 평가를 받았다.

## 출신 학교
- 경기 현산초등학교(전학) → 희망대초등학교
- 대원중학교
- 안산공업고등학교(전학) → 야탑고등학교

## 통산 기록
| 연도 | 팀명  | 타율  | 경기 | 타수 | 득점 | 안타 | 2루타 | 3루타 | 홈런 | 루타 | 타점 | 도루 | 도실 | 볼넷 | 사구 | 삼진 | 병살 | 실책 |
| ---- | ----- | ----- | ---- | ---- | ---- | ---- | ----- | ----- | ---- | ---- | ---- | ---- | ---- | ---- | ---- | ---- | ---- | ---- |
| 2022 | 롯데  | 0.154 | 4    | 13   | 1    | 2    | 1     | 0     | 0    | 3    | 1    | 0    | 0    | 0    | 0    | 2    | 1    | 1    |
| 2023 | 롯데  | 0.287 | 107  | 387  | 45   | 111  | 18    | 1     | 2    | 137  | 41   | 3    | 6    | 28   | 1    | 69   | 10   | 4    |
| 2024 | 롯데  | 0.293 | 141  | 532  | 97   | 156  | 35    | 4     | 14   | 241  | 85   | 7    | 8    | 67   | 7    | 114  | 10   | 4    |
| 통산 | 3시즌 | 0.289 | 252  | 932  | 143  | 269  | 54    | 5     | 16   | 381  | 127  | 10   | 14   | 95   | 8    | 185  | 21   | 9    |